# 日本國家男子手球隊
日本國家男子手球隊是代表日本參加比賽的國家手球隊。隸屬於日本手球協會。2018年6月11日，隊伍公佈官方別稱為「彗星JAPAN」。

## 世界男子手球錦標賽紀錄
| - 西德 1961 : 第12名 - 捷克 1964 : 第16名 - 瑞典 1967 : 第11名 - 法國 1970 : 第10名 - 東德 1974 : 第12名 - 丹麥 1978 : 第12名 - 西德 1982 : 第14名 - 瑞士 1986 : DNQ | - 捷克斯洛伐克 1990 : 第15名 - 瑞典 1993 :DNQ - 冰島 1995 : 第23名 - 日本 1997 : 第15名 - 埃及 1999 : DNQ - 法國 2001 : DNQ - 葡萄牙 2003 : DNQ - 突尼西亞 2005 : 第16名 - 德國 2007 : DNQ - 克羅埃西亞 2009 : DNQ - 瑞典 2011 : 第16名 - 埃及 2021 : 第19名 |

## 外部連結
- The national handball team
- 日本手球聯賽官網